# مات أندروود
مات أندروود (بالإنجليزية: Matt Underwood)‏ هو صحفي رياضي أمريكي، ولد في 10 مايو 1968 في آشلاند في الولايات المتحدة.